# Tom Jones
 For alternative betydninger, se Tom Jones (flertydig). (Se også artikler, som begynder med Tom Jones)
Sir Tom Jones, født Thomas John Woodward (født 7. juni 1940 i Pontypridd, Storbritannien) er en walisisk sanger.
Tom Jones begyndte karrieren som sanger i  begyndelsen af 1960'erne i bandet Tommy Scott & The Senators. Han blev i den forbindelse opdaget af sangeren Gordon Mills der hurtigt så store muligheder i Tom Jones. Han indledte derfor  et samarbejde som manager for Tom. Den første single “Chills and  fever” blev ikke noget stort hit, men i starten af 1965 blev singlen “Its not unusual” udgivet, og så var vejen for Toms store karriere begyndt. Siden fulgte hit på hit. Han har prøvet kræfter med mange stilarter, country, soul, rock, pop, disco, og har altid været meget populær. Tom har på intet tidspunkt været  bange for at kaste sig ud i nye spændende projekter. Efter lanceringen af albummet Reload i 1999 lykkedes det Tom at nå en helt ny generation, idet albummet blev indspillet sammen med tidens mest eftertragtede yngre kunstnere. Han har altid haft en stærk seksuel udstråling, og mange af hans koncerter og TV shows er da også bygget op omkring det image, men med årene har han fjernet sig mere og mere fra netop det image.
Han slog igennem i 1965 med sangen "It's Not Unusual". Siden fulgte hits som "Thunderball", (titelsang til James Bondfilmen med samme navn), "What's New, Pussycat" (titelsang til Woody Allen-filmen med samme navn), "Green, Green Grass of Home", "Delilah", "Help Yourself", "She's A Lady", "Kiss" og "Sex Bomb".
Tom Jones er still going strong og kan ofte opleves på The Voice UK. Stemmen har ændret sig, men han har stadig en meget flot, stærk og let genkendelig vokal.
I 2006 blev Tom Jones adlet som Sir Tom Jones af dronning Elizabeth 2. af Storbritannien.
I 2021 udgav Tom Jones albummet Surrounded by time. Albummet strøg til tops som nr. 1, hvilket gør Tom Jones til verdens ældste mandlige sanger med et nr. 1 album på hitlisten.

## Diskografi i udvalg
- Along came Jones (1965)
- A-Tom-ic (1965)
- From the heart (1966)
- Green, Green Grass of Home (1966)
- Live at The Talk of The Town (1967)
- 13 smash hits (1967)
- Delilah (1968)
- Help yourself (1968)
- What's New, Pussycat (1965)
- This Is Tom Jones (1969)
- Tom Jones live in Las Vegas (1969)
- I (Who Have Nothing) (1970)
- Sings She's A Lady (1971)
- Live at Caesars Palace (1971)
- Close up (1972)
- The body and soul of (1973)
- Greatest hits ( (1973)
- Somethin bout you baby i like (1974)
- Memories Don't Leave Like People Do (1975)
- Say You'll Stay Until Tomorrow (1977)
- What a night (1979)
- Do You take this man (1979)
- Rescue me (1979)
- Darlin (1981)
- Tom Jones Country (1982)
- Don't Let Our Dreams Die Young (1983)
- Love is on the Radio (1984)
- At This Moment (1989)
- Tender loving care (1985)
- Carrying A Torch (1991)
- The Lead And How To Swing It (1994)
- Reload (1999)
- Mr. Jones (2002)
- Tom Jones & Jools Holland (2004)
- 24 Hours (2008)
- Praise & Blame (2010)
- Spirit in the room (2012)
- Long lost suitcase (2015)
- Surrounded By Time  (2021)